# Ford Auditorium
El Ford Auditorium fue un auditorio en Detroit, la ciudad más poblada del estado de Míchigan (Estados Unidos). Fue construido en 1955 e inaugurado en 1956. Ubicado en la ribera del río Detroit, fue la sede de la Orquesta Sinfónica de Detroit (DSO) durante más de 33 años y fue una parte integral del Centro Cívico de la ciudad. Fue demolido en julio de 2011 como parte de los planes de rediseño de la Plaza Philip A. Hart y el resto de la zona adyacente al río.

## Historia
El auditorio fue financiado por Ford Motor Company y las contribuciones de los concesionarios afiliados a Ford en Estados Unidos. El proyecto recibió una donación tan grande de la familia Ford que fue diseñado como un monumento a Henry y Edsel Ford. Tras su inauguración, se convirtió en el hogar del DSO y fue sede de convenciones, conciertos pop, producciones teatrales y discursos. El edificio había dejado de ser útil para la ciudad y fue reemplazado por otras instalaciones. La acústica del edificio tampoco se consideró satisfactoria.
El edificio fue diseñado por la firma de Odell, Hewlett y Luckenbach en estilo moderno. Estaba situado en la base de una vía en forma de U llamada Auditorium Drive. Debajo había un estacionamiento de dos niveles con 750 espacios. Se accedía a este a través de rampas en la mediana de Jefferson Avenue y tenía una entrada peatonal que proporcionaba acceso directo al salón del nivel inferior del auditorio.

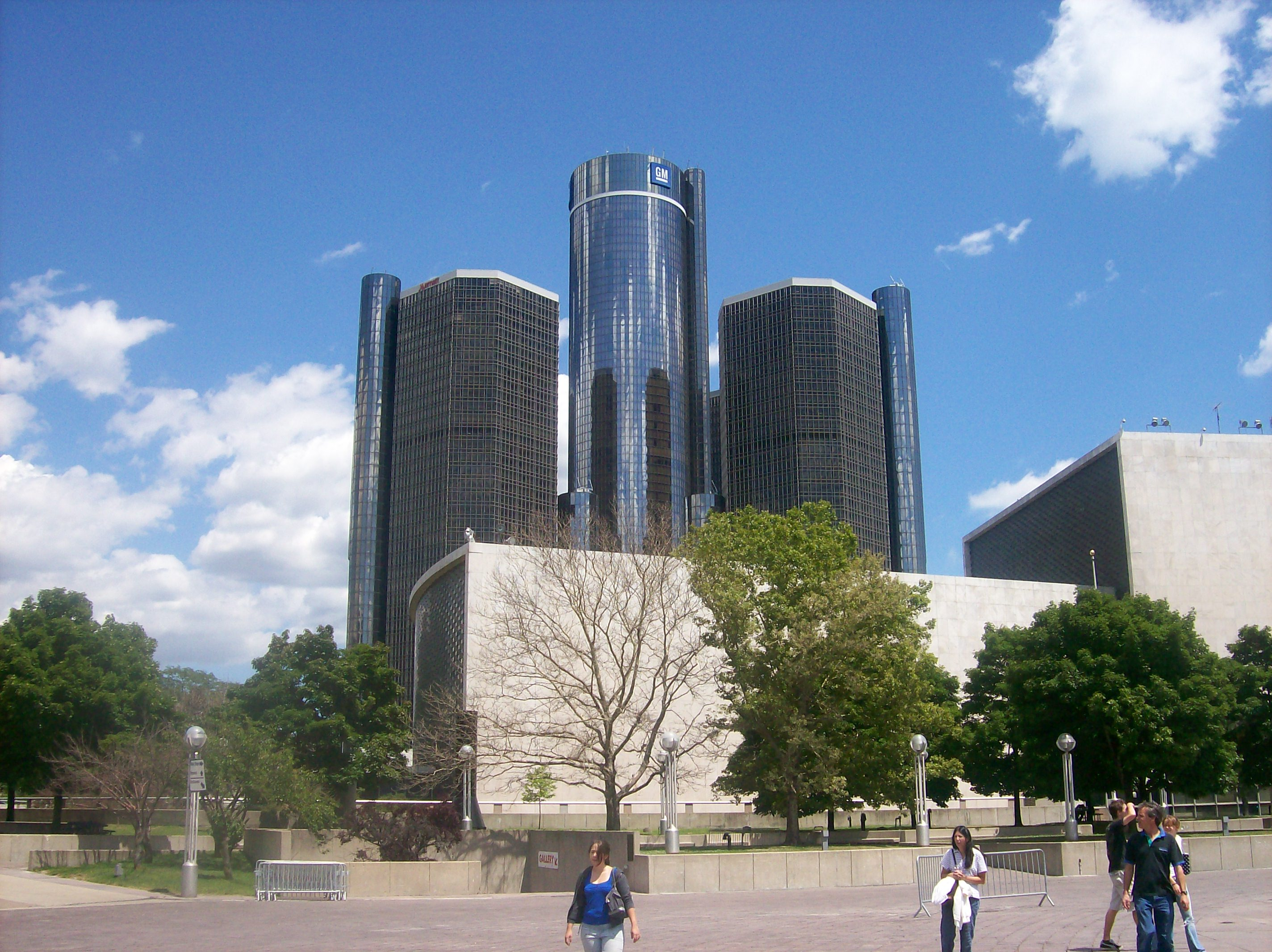
Junto con el Renaissance Center en 2006

La forma exterior del edificio siguió la forma de sus espacios interiores con áreas entre bastidores y público claramente visibles. Los lados del edificio estaban revestidos de mármol blanco para armonizar con los otros edificios del Complejo del Centro Cívico: el Coleman A. Young Municipal Center, el edificio Veterans Memorial y Cobo Hall and Arena. Las fachadas de Jefferson Avenue y el río estaban cubiertas con un granito azul con mica en un patrón de tejido de canasta.
En el vestíbulo curvo del nivel principal había tres esculturas del artista local Marshall Fredericks. En la pared curva sobre la entrada principal había un mural de 120 pies hecho de alambre de acero, cobre y aluminio titulado Ford Empire que representa el Ford Rouge Complex. Encima de las escaleras hacia el balcón en el extremo este del vestíbulo había una pieza titulada Harlequins, Ballerina and Orchestral Parade (Arlequines, bailarina y desfile orquestal) y encima de las escaleras oeste había otra pieza titulada Harlequins and Circus Parade (Arlequines y desfile de circo). El mural de Ford Empire se trasladó al almacén en 2003 y en 2007, el Museo de Escultura Marshall Fredericks en la Universidad Estatal de Saginaw Valley negoció con la ciudad de Detroit para que las dos piezas más pequeñas se trasladaran allí.
El 14 de febrero de 1965, el auditorio sirvió de escenario para que Malcolm X pronunciara su último discurso fuera de Nueva York antes de su asesinato. Pronunció su "Último mensaje" en la ceremonia de entrega de los Premios de Becas y Proyección de Dignidad a pesar del bombardeo de su casa en Queens por la Nación del Islam esa mañana.

### Demolición

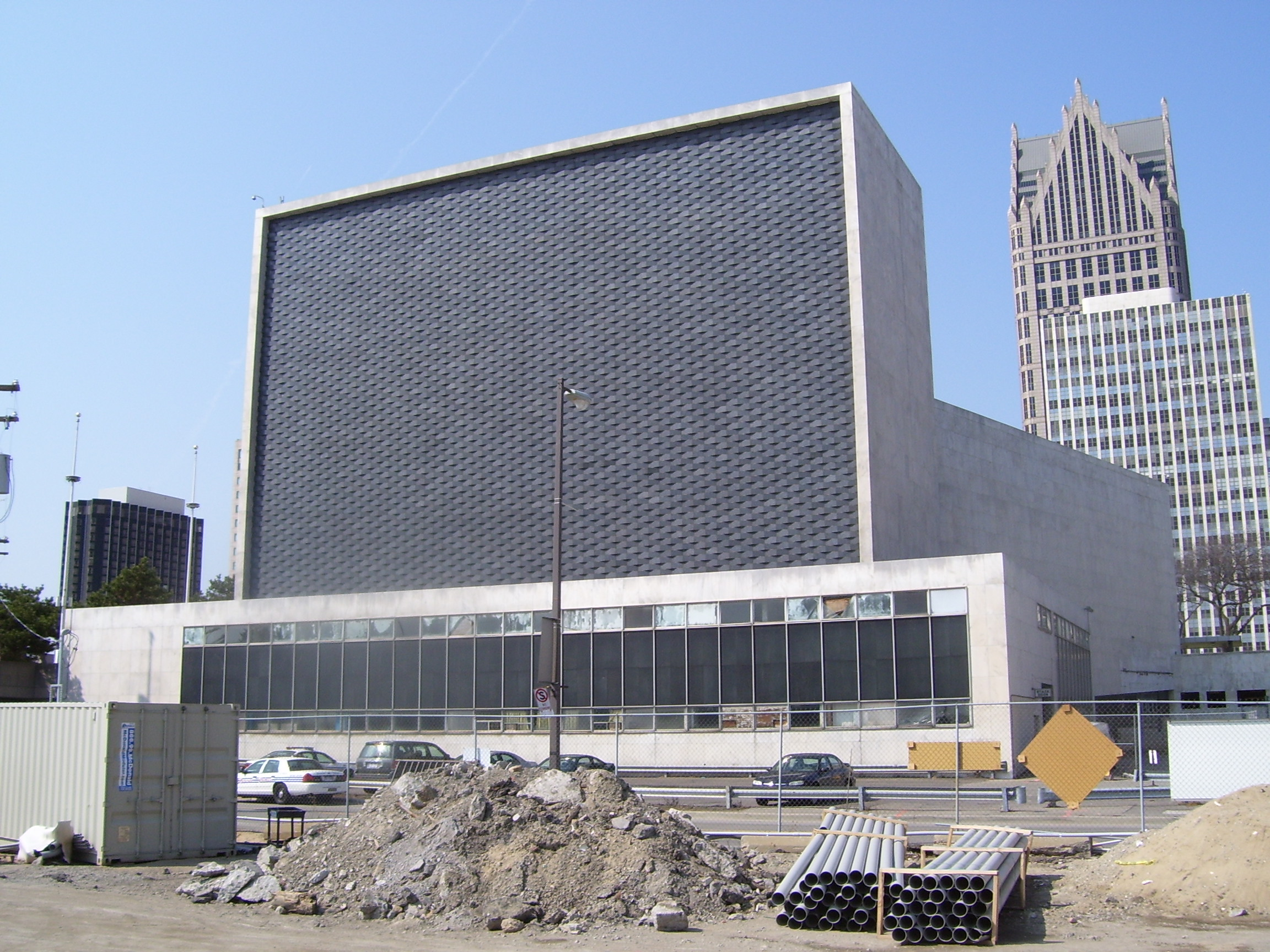
El Ford Auditorium en 2011. A la derecha, el One Detroit Center.

El Ford Auditorium fue demolido en julio de 2011 a un costo de 754 000 dólares como parte de los planes de rediseño de la zona ribereña de la ciudad.
La demolición comenzó el 9 de julio de 2011 después de demorarse un mes porque la ciudad encontró más asbesto de lo esperado.

### Sistema de grabación
Cuando abrió por primera vez, el auditorio tenía un sistema de grabación de última generación, y la Orquesta Sinfónica de Detroit dirigida por Paul Paray hizo varias grabaciones en el lugar para Mercury Records. Pero también se consideró una sala muy "muerta", con una acústica deficiente que resistió repetidos intentos de mejora. Después de mucha discusión, el DSO regresó a su antiguo hogar, Orchestra Hall, en 1989. El Ford Auditorium vio poca actividad a partir de entonces y, en 1995, dejó de aceptar reservas para el uso de sus instalaciones.

### Órganos
Según los archivos de Aeolian-Skinner, el gran órgano Aeolian-Skinner del auditorio todavía estaba en el edificio en 2006, pero no se había utilizado durante algún tiempo. Fue instalado en 1957 a un costo de 100 000 dólares. Helderop Pipe Organs, junto con un equipo de voluntarios, comenzaron a desmantelar el órgano a fines de junio de 2011 y terminaron a fines del 4 de julio de 2011, el día antes de que comenzara la demolición. La ciudad se lo donó a la congregación de la cercana Iglesia de Luis Gonzaga, que se llevó el instrumento de 2800 tubos con el objetivo de operarlo en dos años.
Se le ha entregado al DSO un órgano más pequeño de 1200 tubos que funciona desde la misma consola, que lo utilizará para interpretar piezas de los siglos XVII y XVIII en la Sala de Orquestas.